# Centre logístic
Un centre logístic és una instal·lació dedicada a operacions logístiques. Un centre de logística pot ser un magatzem, agent de càrrega, o un centre de reparació.
La Força Aèria dels Estats Units (l'USAF) és atesa per tres centres logístics d'aire (també coneguts com a dipòsits) en els quals les operacions de Manteniment, reparació i revisió (MRR, MRO en anglès) són efectuades:
- Ogden Air Logistics Center (OO-ALC)
- Warner Robins Air Logistics Center (WR-ALC)
- Oklahoma City Air Logistics Center (OC-ALC)